# Hel van het Mergelland 2003
L'Hel van het Mergelland 2003, trentesima edizione della corsa, si svolse il 5 aprile su un percorso con partenza e arrivo a Eijsden. Fu vinto dal belga Wim Vanhuffel della squadra Vlaanderen-T Interim davanti al suo connazionale Nico Sijmens e al tedesco Jens Heppner.

## Ordine d'arrivo (Top 10)
| Pos. | Corridore        | Squadra                       | Tempo    |
| ---- | ---------------- | ----------------------------- | -------- |
| 1    | Wim Vanhuffel    | Vlaanderen-T Interim          | 4h55'59" |
| 2    | Nico Sijmens     | Vlaanderen-T Interim          | a 4"     |
| 3    | Jens Heppner     | Team Wiesenhof                | s.t.     |
| 4    | Alan Iacuone     | Flanders-IteamNova.com        | s.t.     |
| 5    | Igor Abakoumov   | Van Hemert Groep Cycling Team | a 40"    |
| 6    | Ralf Grabsch     | Team Wiesenhof                | a 55"    |
| 7    | Enrico Poitschke | Team Wiesenhof                | s.t.     |
| 8    | Jos Lucassen     | Axa Cycling Team              | a 57"    |
| 9    | Christian Poos   | Marlux-Wincor Nixdorf         | a 59"    |
| 10   | Jos Harms        | Bert Story-Piels              | a 3'05"  |